# AFI's 100 Years...100 Movies
 (décembre 2015).
Si vous disposez d'ouvrages ou d'articles de référence ou si vous connaissez des sites web de qualité traitant du thème abordé ici, merci de compléter l'article en donnant les références utiles à sa vérifiabilité et en les liant à la section « Notes et références ».
Le AFI's 100 Years...100 Movies est un classement des cent meilleurs films américains de l'histoire du cinéma qui a été établi par l'American Film Institute en 1998 et mis à jour en 2007. C'est le premier d'une série de classements annuels sur le cinéma.
Pour le AFI's 100 Years...100 Movies, l'AFI a interrogé plus de 1 500 artistes et dirigeants de l'industrie cinématographique sur une liste de plus de 400 films.

## Critères
Les différents films sont jugés selon les critères suivants :
1. Long métrage : format narratif (pas documentaire), d'une durée d'au moins 40 minutes
2. Film américain : film en anglais, dont l'essentiel de la production est américaine (certains films nommés sont britanniques, comme Le Pont de la rivière Kwaï, 2001, l'Odyssée de l'espace et Lawrence d'Arabie, mais distribués par des studios américains)
3. Accueil critique positif
4. Lauréat des récompenses majeures : le film a remporté plusieurs récompenses décernées par les académies ou les festivals américains
5. Popularité à travers le temps : ajustement du box-office par rapport à l'inflation, audiences télévisées et ventes/locations de vidéos
6. Signification historique : le film a marqué l'histoire du cinéma à travers des innovations techniques, une narration visionnaire ou d'autres réussites révolutionnaires
7. Impact culturel : le film a laissé une marque dans la société américaine en matière de style ou de substance

## Top 100
| Titre                                               | Titre original                                    | Année de sortie | Rang en 1998 | Rang en 2007 | Différence |
| --------------------------------------------------- | ------------------------------------------------- | --------------- | ------------ | ------------ | ---------- |
| Citizen Kane                                        |                                                   | 1941            | 1            | 1            | 0          |
| Casablanca                                          |                                                   | 1942            | 2            | 3            | 1          |
| Le Parrain                                          | The Godfather                                     | 1972            | 3            | 2            | 1          |
| Autant en emporte le vent                           | Gone with the Wind                                | 1939            | 4            | 6            | 2          |
| Lawrence d'Arabie                                   | Lawrence of Arabia                                | 1962            | 5            | 7            | 2          |
| Le Magicien d'Oz                                    | The Wizard of Oz                                  | 1939            | 6            | 10           | 4          |
| Le Lauréat                                          | The Graduate                                      | 1967            | 7            | 17           | 10         |
| Sur les quais                                       | On the Waterfront                                 | 1954            | 8            | 19           | 11         |
| La Liste de Schindler                               | Schindler's List                                  | 1993            | 9            | 8            | 1          |
| Chantons sous la pluie                              | Singin' in the Rain                               | 1952            | 10           | 5            | 5          |
| La vie est belle                                    | It's a Wonderful Life                             | 1946            | 11           | 20           | 9          |
| Boulevard du crépuscule                             | Sunset Boulevard                                  | 1950            | 12           | 16           | 4          |
| Le Pont de la rivière Kwaï                          | The Bridge on the River Kwai                      | 1957            | 13           | 36           | 23         |
| Certains l'aiment chaud                             | Some Like It Hot                                  | 1959            | 14           | 22           | 8          |
| Star Wars, épisode IV : Un nouvel espoir            | Star Wars Episode IV: A New Hope                  | 1977            | 15           | 13           | 2          |
| Ève                                                 | All About Eve                                     | 1950            | 16           | 28           | 12         |
| L'Odyssée de l'African Queen                        | The African Queen                                 | 1951            | 17           | 65           | 48         |
| Psychose                                            | Psycho                                            | 1960            | 18           | 14           | 4          |
| Le Mécano de la « General »                         | The General                                       | 1926            | —            | 18           | >82        |
| Chinatown                                           |                                                   | 1974            | 19           | 21           | 2          |
| Vol au-dessus d'un nid de coucou                    | One Flew Over the Cuckoo's Nest                   | 1975            | 20           | 33           | 13         |
| Les Raisins de la colère                            | The Grapes of Wrath                               | 1940            | 21           | 23           | 2          |
| 2001, l'Odyssée de l'espace                         | 2001: A Space Odyssey                             | 1968            | 22           | 15           | 7          |
| Le Faucon maltais                                   | The Maltese Falcon                                | 1941            | 23           | 31           | 8          |
| Raging Bull                                         |                                                   | 1980            | 24           | 4            | 20         |
| E.T., l'extra-terrestre                             | E.T. the Extra-Terrestrial                        | 1982            | 25           | 24           | 1          |
| Docteur Folamour                                    | Dr. Strangelove                                   | 1964            | 26           | 39           | 13         |
| Bonnie et Clyde                                     | Bonnie and Clyde                                  | 1967            | 27           | 42           | 15         |
| Apocalypse Now                                      |                                                   | 1979            | 28           | 30           | 2          |
| Monsieur Smith au Sénat                             | Mr. Smith Goes to Washington                      | 1939            | 29           | 26           | 3          |
| Le Trésor de la Sierra Madre                        | The Treasure of the Sierra Madre                  | 1948            | 30           | 38           | 8          |
| Annie Hall                                          |                                                   | 1977            | 31           | 35           | 4          |
| Le Parrain 2                                        | The Godfather Part II                             | 1974            | 32           | 32           | 0          |
| Le train sifflera trois fois                        | High Noon                                         | 1952            | 33           | 27           | 6          |
| Du silence et des ombres                            | To Kill a Mockingbird                             | 1962            | 34           | 25           | 9          |
| New York-Miami                                      | It Happened One Night                             | 1934            | 35           | 46           | 11         |
| Macadam Cowboy                                      | Midnight Cowboy                                   | 1969            | 36           | 43           | 7          |
| Les Plus Belles Années de notre vie                 | The Best Years of Our Lives                       | 1946            | 37           | 37           | 0          |
| Assurance sur la mort                               | Double Indemnity                                  | 1944            | 38           | 29           | 9          |
| Le Docteur Jivago                                   | Doctor Zhivago                                    | 1965            | 39           | —            | >61        |
| La Mort aux trousses                                | North by Northwest                                | 1959            | 40           | 55           | 15         |
| West Side Story                                     |                                                   | 1961            | 41           | 51           | 10         |
| Fenêtre sur cour                                    | Rear Window                                       | 1954            | 42           | 48           | 6          |
| King Kong                                           |                                                   | 1933            | 43           | 41           | 2          |
| Naissance d'une nation                              | The Birth of a Nation                             | 1915            | 44           | —            | >56        |
| Un tramway nommé Désir                              | A Streetcar Named Desire                          | 1951            | 45           | 47           | 2          |
| Orange mécanique                                    | A Clockwork Orange                                | 1971            | 46           | 70           | 24         |
| Taxi Driver                                         |                                                   | 1976            | 47           | 52           | 5          |
| Les Dents de la mer                                 | Jaws                                              | 1975            | 48           | 56           | 8          |
| Blanche-Neige et les Sept Nains                     | Snow White and the Seven Dwarfs                   | 1937            | 49           | 34           | 15         |
| Intolerance                                         |                                                   | 1916            | —            | 49           | >51        |
| Butch Cassidy et le Kid                             | Butch Cassidy and the Sundance Kid                | 1969            | 50           | 73           | 23         |
| Le Seigneur des anneaux : La Communauté de l'anneau | The Lord of the Rings: The Fellowship of the Ring | 2001            | —            | 50           | >50        |
| Indiscrétions                                       | The Philadelphia Story                            | 1940            | 51           | 44           | 7          |
| Tant qu'il y aura des hommes                        | From Here to Eternity                             | 1953            | 52           | —            | >48        |
| Amadeus                                             |                                                   | 1984            | 53           | —            | >47        |
| À l'Ouest, rien de nouveau                          | All Quiet on the Western Front                    | 1930            | 54           | —            | >46        |
| La Mélodie du bonheur                               | The Sound of Music                                | 1965            | 55           | 40           | 15         |
| MASH                                                |                                                   | 1970            | 56           | 54           | 2          |
| Le Troisième Homme                                  | The Third Man                                     | 1949            | 57           | —            | >43        |
| Fantasia                                            |                                                   | 1940            | 58           | —            | >42        |
| La Fureur de vivre                                  | Rebel Without a Cause                             | 1955            | 59           | —            | >41        |
| Nashville                                           |                                                   | 1975            | —            | 59           | >41        |
| Les Aventuriers de l'arche perdue                   | Raiders of the Lost Ark                           | 1981            | 60           | 66           | 6          |
| Sueurs froides                                      | Vertigo                                           | 1958            | 61           | 9            | 52         |
| Les Voyages de Sullivan                             | Sullivan's Travels                                | 1941            | —            | 61           | >39        |
| Tootsie                                             |                                                   | 1982            | 62           | 69           | 7          |
| La Chevauchée fantastique                           | Stagecoach                                        | 1939            | 63           | —            | >37        |
| Cabaret                                             |                                                   | 1972            | —            | 63           | >37        |
| Rencontres du troisième type                        | Close Encounters of the Third Kind                | 1977            | 64           | —            | >36        |
| Le Silence des agneaux                              | The Silence of the Lambs                          | 1991            | 65           | 74           | 9          |
| Network : Main basse sur la télévision              | Network                                           | 1976            | 66           | 64           | 2          |
| Un crime dans la tête                               | The Manchurian Candidate                          | 1962            | 67           | —            | >33        |
| Qui a peur de Virginia Woolf ?                      | Who's Afraid of Virginia Woolf?                   | 1966            | —            | 67           | >33        |
| Un Américain à Paris                                | An American in Paris                              | 1951            | 68           | —            | >32        |
| L'Homme des vallées perdues                         | Shane                                             | 1953            | 69           | 45           | 24         |
| French Connection                                   | The French Connection                             | 1971            | 70           | 93           | 23         |
| Forrest Gump                                        |                                                   | 1994            | 71           | 76           | 5          |
| Il faut sauver le soldat Ryan                       | Saving Private Ryan                               | 1998            | —            | 71           | >29        |
| Ben-Hur                                             |                                                   | 1959            | 72           | 100          | 28         |
| Les Évadés                                          | The Shawshank Redemption                          | 1994            | —            | 72           | >28        |
| Les Hauts de Hurlevent                              | Wuthering Heights                                 | 1939            | 73           | —            | >27        |
| La Ruée vers l'or                                   | The Gold Rush                                     | 1925            | 74           | 58           | 16         |
| Danse avec les loups                                | Dances with Wolves                                | 1990            | 75           | —            | >25        |
| Dans la chaleur de la nuit                          | In the Heat of the Night                          | 1967            | —            | 75           | >25        |
| Les Lumières de la ville                            | City Lights                                       | 1931            | 76           | 11           | 65         |
| American Graffiti                                   |                                                   | 1973            | 77           | 62           | 15         |
| Les Hommes du président                             | All the President's Men                           | 1976            | —            | 77           | >23        |
| Rocky                                               |                                                   | 1976            | 78           | 57           | 21         |
| Voyage au bout de l'enfer                           | The Deer Hunter                                   | 1978            | 79           | 53           | 26         |
| La Horde sauvage                                    | The Wild Bunch                                    | 1969            | 80           | 79           | 1          |
| Les Temps modernes                                  | Modern Times                                      | 1936            | 81           | 78           | 3          |
| Spartacus                                           |                                                   | 1960            | —            | 81           | >19        |
| Géant                                               | Giant                                             | 1956            | 82           | —            | >18        |
| L'Aurore                                            | Sunrise: A Song of Two Humans                     | 1927            | —            | 82           | >18        |
| Platoon                                             |                                                   | 1986            | 83           | 86           | 3          |
| Titanic                                             |                                                   | 1997            | —            | 83           | >17        |
| Fargo                                               |                                                   | 1996            | 84           | —            | >16        |
| La Soupe au canard                                  | Duck Soup                                         | 1933            | 85           | 60           | 25         |
| Une nuit à l'opéra                                  | A Night at the Opera                              | 1935            | —            | 85           | >15        |
| Les Révoltés du Bounty                              | Mutiny on the Bounty                              | 1935            | 86           | —            | >14        |
| Frankenstein                                        |                                                   | 1931            | 87           | —            | >13        |
| Douze hommes en colère                              | 12 Angry Men                                      | 1957            | —            | 87           | >13        |
| Easy Rider                                          |                                                   | 1969            | 88           | 84           | 4          |
| Patton                                              |                                                   | 1970            | 89           | —            | >11        |
| Sixième Sens                                        | The Sixth Sense                                   | 1999            | —            | 89           | >11        |
| Le Chanteur de jazz                                 | The Jazz Singer                                   | 1927            | 90           | —            | >10        |
| Sur les ailes de la danse                           | Swing Time                                        | 1936            | —            | 90           | >10        |
| My Fair Lady                                        |                                                   | 1964            | 91           | —            | >9         |
| Le Choix de Sophie                                  | Sophie's Choice                                   | 1982            | —            | 91           | >9         |
| Une place au soleil                                 | A Place in the Sun                                | 1951            | 92           | —            | >8         |
| La Garçonnière                                      | The Apartment                                     | 1960            | 93           | 80           | 13         |
| Les Affranchis                                      | Goodfellas                                        | 1990            | 94           | 92           | 2          |
| Pulp Fiction                                        |                                                   | 1994            | 95           | 94           | 1          |
| La Dernière Séance                                  | The Last Picture Show                             | 1971            | —            | 95           | >5         |
| La Prisonnière du désert                            | The Searchers                                     | 1956            | 96           | 12           | 84         |
| Do the Right Thing                                  |                                                   | 1989            | —            | 96           | >4         |
| L'Impossible Monsieur Bébé                          | Bringing Up Baby                                  | 1938            | 97           | 88           | 9          |
| Blade Runner                                        |                                                   | 1982            | —            | 97           | >3         |
| Impitoyable                                         | Unforgiven                                        | 1992            | 98           | 68           | 30         |
| Devine qui vient dîner...                           | Guess Who's Coming to Dinner                      | 1967            | 99           | —            | >1         |
| Toy Story                                           |                                                   | 1995            | —            | 99           | >1         |
| La Glorieuse Parade                                 | Yankee Doodle Dandy                               | 1942            | 100          | 98           | 2          |

## Différences entre les deux listes
La nouvelle liste éditée par l'AFI en 2007 est en partie différente de celle de 1998.
23 films ont été supprimés de la liste originale :
- 39. Le Docteur Jivago (1965)
- 44. Naissance d'une nation (1915)
- 52. Tant qu'il y aura des hommes (1953)
- 53. Amadeus (1984)
- 54. À l'Ouest, rien de nouveau (1930)
- 57. Le Troisième Homme (1949)
- 58. Fantasia (1940)
- 59. La Fureur de vivre (1955)
- 63. La Chevauchée fantastique (1939)
- 64. Rencontres du troisième type (1977)
- 67. Un crime dans la tête (1962)
- 68. Un Américain à Paris (1951)
- 73. Les Hauts de Hurlevent (1939)
- 75. Danse avec les loups (1990)
- 82. Géant (1956)
- 84. Fargo (1996)
- 86. Les Révoltés du Bounty (1935)
- 87. Frankenstein (1931)
- 89. Patton (1970)
- 90. Le Chanteur de jazz (1927)
- 91. My Fair Lady (1964)
- 92. Une Place au soleil (1951)
- 99. Devine qui vient dîner... (1967)

4 films sortis au cinéma entre 1997 et 2005 ont été ajoutés :
- 50. Le Seigneur des anneaux : La Communauté de l'anneau (2001)
- 71. Il faut sauver le soldat Ryan (1998)
- 83. Titanic (1997)
- 89. Sixième Sens  (1999)

19 films réalisés entre 1916 et 1995 ont également été ajoutés :
- 18. Le Mécano de la « General » (1926)
- 49. Intolerance (1916)
- 59. Nashville (1975)
- 61. Les Voyages de Sullivan (1941)
- 63. Cabaret (1972)
- 67. Qui a peur de Virginia Woolf ? (1966)
- 72. Les Évadés (1994)
- 75. Dans la chaleur de la nuit (1967)
- 77. Les Hommes du président (1976)
- 81. Spartacus (1960)
- 82. L'Aurore (1927)
- 85. Une nuit à l'opéra (1935)
- 87. Douze hommes en colère (1957)
- 90. Sur les ailes de la danse (1936)
- 91. Le Choix de Sophie (1982)
- 95. La Dernière Séance (1971)
- 96. Do the Right Thing (1989)
- 97. Blade Runner (1982)
- 99. Toy Story (1995)

## Remarques
Steven Spielberg est le cinéaste ayant le plus de films mentionnés dans le dernier Top 100 historique de l'American Film Institute (La Liste de Schindler, E.T., l'extra-terrestre, Les Dents de la mer, Les Aventuriers de l'arche perdue, Il faut sauver le soldat Ryan). Il déclara à ce sujet : « J'étais très honoré d'être sur cette liste. J'ai appelé Jeannie Furstenberg [Directrice de l'AFI] pour lui demander volontairement d'en retirer deux en échange de mes choix. Je voudrais donner Les Dents de la mer et Les Aventuriers de l'arche perdue pour Les Voyages de Sullivan de Preston Sturges et Une nuit à l'opéra des Marx Brothers. »
Les réalisateurs les plus représentés sont :
- Steven Spielberg (5 films) : La Liste de Schindler (n°8) ; E.T., l'extra-terrestre (n°24) ; Les Dents de la mer (n°56) ; Les Aventuriers de l'arche perdue (n°66) ; Il faut sauver le soldat Ryan (n°71)
- Alfred Hitchcock (4 films) : Sueurs froides (n°9) ; Psychose (n°14) ; Fenêtre sur cour (n°48) ; La Mort aux trousses (n°55)
- Stanley Kubrick (4 films) : 2001, l'Odyssée de l'espace (n°15) ; Docteur Folamour (n°39) ; Orange mécanique (n°70) ; Spartacus (n°81)
- Billy Wilder (4 films) : Boulevard du crépuscule (n°16) ; Certains l'aiment chaud (n°22) ; Assurance sur la mort (n°29) ; La Garçonnière (n°80)
- Frank Capra (3 films) : La Vie est belle (n°20) ; Monsieur Smith au Sénat (n°26) ; New York-Miami (n°46)
- Charlie Chaplin (3 films) : Les Lumières de la ville (n°11) ; La Ruée vers l'or (n°58) ; Les Temps modernes (n°78)
- Francis Ford Coppola (3 films) : Le Parrain (n°2) ; Apocalypse Now (n°30) ; Le Parrain 2 (n°32)
- John Huston (3 films) : Le Faucon maltais (n°31) ; Le Trésor de la Sierra Madre (n°38) ; L'Odyssée de l'African Queen (n°65)
- Martin Scorsese (3 films) : Raging Bull (n°4) ; Taxi Driver (n°52) ; Les Affranchis (n°92)

Les acteurs les plus représentés sont :
- Robert Duvall (6 films) : Le Parrain (n°2) ; Du silence et des ombres (n°25) ; Apocalypse Now (n°30) ; Le Parrain 2 (n°32) ; M*A*S*H (n°54) ; Network (n°64)
- Robert De Niro (5 films) : Raging Bull (n°4) ; Le Parrain 2 (n°32) ; Taxi Driver (n°52) ; Voyage au bout de l'enfer (n°53) ; Les Affranchis (n°92)
- James Stewart (5 films) : Sueurs froides (n°9) ; La Vie est belle (n°20) ; Monsieur Smith au Sénat (n°26) ; Indiscrétions (n°44) ; Fenêtre sur cour (n°48)
- Harrison Ford (5 films) : Star Wars, épisode IV : Un nouvel espoir (n°13) ; Apocalypse Now (n°30) ; American Graffiti (n°62) ; Les Aventuriers de l'arche perdue (n°66) ; Blade Runner (n°97) ;
- Marlon Brando (4 films) : Le Parrain (n°2) ; Sur les quais (n°19) ; Apocalypse Now (n°30) ; Un tramway nommé Désir (n°47)
- Humphrey Bogart (4 films) : Casablanca (n°3) ; Le Faucon maltais (n°31) ; Le Trésor de la Sierra Madre (n°38) ; L'Odyssée de l'African Queen (n°65)
- Dustin Hoffman (4 films) : Le Lauréat (n°17) ; Macadam Cowboy (n°43) ; Tootsie (n°69); Les Hommes du président (n°77)
- William Holden (4 films) : Boulevard du crépuscule (n°16) ; Le pont de la rivière Kwaï (n°36) ; Network (n°64) ; La Horde sauvage (n°79)
- Diane Keaton (3 films) : Le Parrain (n°2) ; Le Parrain 2 (n°32) ; Annie Hall (n°35)
- Katharine Hepburn (3 films) : Indiscrétions (n°44) ; L'Odyssée de l'African Queen (n°65) ; L'Impossible Monsieur Bébé (n°88)
- Jack Nicholson (3 films) : Chinatown (n°21) ; Vol au-dessus d'un nid de coucou (n°33) ; Easy Rider (n°84)
- Faye Dunaway (3 films) : Chinatown (n°21) ; Bonnie et Clyde (n°42) ; Network (n°64)
- John Cazale (3 films) : Le Parrain (n°2) ; Le Parrain 2 (n°32) ; Voyage au bout de l'enfer (n°53)
- Talia Shire (3 films) : Le Parrain (n°2) ; Le Parrain 2 (n°32) ; Rocky (n°57)
- Christopher Walken (3 films) : Annie Hall (n°35) ; Voyage au bout de l'enfer (n°53) ; Pulp Fiction (n°94)
- Alec Guinness (3 films) : Lawrence d'Arabie (n°7) ; Star Wars, épisode IV : Un nouvel espoir (n°13) ; Le pont de la rivière Kwaï (n°35)
- Cary Grant (3 films) : Indiscrétions (n°44) ; La Mort aux trousses (n°55) ; L'Impossible Monsieur Bébé (n°88)